# Walking with a Panther
Walking with a Panther — третий студийный альбом хип-хоп-исполнителя LL Cool J. Выпущен в 1989 году, альбом был коммерчески успешным и включал хит-синглы («Going Back to Cali», «I’m That Type of Guy», «Jingling Baby», «Big-Ole Butt» и «One Shot at Love»). Но альбом был раскритикован многими хип-хоп-сообществами, как слишком коммерческий и материалистический, а также из-за чрезмерного содержания любовных рэп-баллад. В чартах Billboard альбом дебютировал на 6-й строчке в Billboard 200 и продержался 4 недели на первой строчке чарта R&B-альбомов.
Bobby «Bobcat» Erving говорил, что ему нужно больше денег для производства Walking with a Panther, осознав большой успех предыдущего альбома, Bigger and Deffer, но Def Jam не изменил договор, оставив LL Cool J на лейбле. Причиной всему этому стало то, что альбом получил смешанные оценки в момент выхода.

## Список композиций

### CD
1. «Droppin’ Em»
2. «Smokin’, Dopin’»
3. «Fast Peg»
(Prod. w. DJ Cut Creator)
4. «Clap Your Hands’»
5. «Nitro» 
(Prod. w. The Bomb Squad)
6. «You’re My Heart»
7. «I’m That Type of Guy»
8. «Why Do You Think They Call It Dope?»
9. «Going Back to Cali» 
(Prod. by Rick Rubin)
10. «It Gets No Rougher» 
(Prod. w. The Bomb Squad)
11. «Big Ole Butt»
12. «One Shot at Love»
13. «1-900 L.L. Cool J»
14. «Two Different Worlds» (Ft. Cydne Monet)
15. «Jealous»
16. «Jingling Baby»
17. «Def Jam in the Motherland»
18. "Change Your Ways

### Кассета
1. «Droppin’ Em»
2. «Smokin’, Dopin’»
3. «Fast Peg»
(Prod. w. DJ Cut Creator)
4. «Clap Your Hands’»
5. «Nitro» 
(Prod. w. The Bomb Squad)
6. «You’re My Heart»
7. «I’m That Type of Guy»
8. «Why Do You Think They Call It Dope?»
9. «Going Back to Cali» 
(Prod. by Rick Rubin)
10. «Crime Stories» [Бонус трек]
11. «It Gets No Rougher» 
(Prod. w. The Bomb Squad)
12. «Big Ole Butt»
13. «One Shot at Love»
14. «1-900 L.L. Cool J»
15. «Two Different Worlds» (Ft. Cydne Monet)
16. «Jealous»
17. «Jingling Baby»
18. «Def Jam in the Motherland»
19. "Change Your Ways
20. «Jack the Ripper» [Бонус-трек]
(Prod. by Rick Rubin)